# 青苗簿
青苗簿（せいびょうぼ）とは、律令制において実際の田地の耕作状況を記した帳簿のこと。
律令制においては、農民に口分田が与えられていたが、実際には逃亡などで耕作されない土地や逆に定まった耕作者が元からおらず賃租が行われている土地も存在した。そのため、税収見込みの計算や災害時の課役免除の実施のために実際の耕作状況を把握する必要があった。そのために作られたのが、青苗簿である。
日本では養老元年（717年）に青苗簿式が制定され、諸国に青苗簿を作成させ、口分田や賃租に出された田地、乗田などについて調査が行われるようになった。